# 孝感县
孝感县，中国旧县名，在湖北省孝感市境内，孝南区、孝昌县的前身。

## 历史沿革
西汉时，孝感县为江夏郡安陆县和鄳县地。东汉时，孝感县为江夏郡安陆县、鄳縣、南新市縣地。晋朝时，为安陆县、鄳縣、新市縣三县地。永兴年间，以安陆县东境置灄陽縣，日后为黄陂县、孝感县界。刘宋时，以汉代孝子董永传说，在安陆县东境置孝昌县，属江夏郡。義陽郡領平阳、鄳、鍾武、寶城、義陽、平春、環水七縣。鄳、寶城、義陽、環水四县皆清代孝感县地。南梁时，孝昌县属安陸郡。
后唐同光二年（942年），避李国昌讳，改孝昌县为孝感县。北宋时，孝感县属荆湖北路安州。宋仁宗时，随安州改属荆西路。后又随安州复属荆湖北路。宣和元年（1119年），安州因为宋神宗潜邸，升为德安府，仍隶之。南宋建炎四年（1130年），徙孝感縣治於紫資砦，屬安陸鎮撫使。绍兴三年（1133年），孝感县复属荆湖北路。咸淳七年（1271年），元兵攻打黃峴諸關，宋廷下诏徙德安府治於漢陽城頭山，而孝感诸县尽入元。元朝至元十六年（1279年），德安府府治彼城頭山徙還，自紫資砦徙還孝感縣治，屬荊州湖北道宣慰司。
明初，聶興宗、許成归顺朱元璋。孝感县属湖广德安府。洪武九年（1376年），德安府降为德安州，属武昌府，孝感县并入德安州。洪武十三年（1380年），德安州复升为德安府，置孝感县。崇祯十六年（1643年）正月，李自成军攻陷德安府诸州县。十一月，义兵收复孝感县，不久复失。清朝顺治二年（1643年）四月，清军进入德安府，诸县归顺，“名號隸籍悉仍舊制”。
中华民国初年，全国废府，德安府废，孝感县属湖北省。1932年，国军完成对鄂豫皖苏区和湘鄂边苏区的“清剿”。1933年初，以湖北孝感县、黄安县、黄陂县和河南罗山县的边远地区设置新县。五月，正式设置礼山县。1947年，中華民國內政部编撰的《中華民國行政區域簡表》中，县域面积约为2634.00平方公里，人口562218人，为二等县:34。
1949年4月，中国人民解放军发起渡江战役，军队在长江北岸集结。在此背景下，中共政权已取得孝感县域内的大部农村地区。国军部队仅驻守县城和花园镇（今属孝昌县）。其后，中共军队三度占领孝感县城。4月上旬，云孝县独立营已进抵县城南乡，5日夜，国军张淦三兵团两个团的驻军、中华民国孝感县政府、绥靖团弃城南逃。6日，云孝县副县长饶民太领导的云孝独立营进入孝感县城。9日，国军反攻，饶民太率部退出县城。18日，国军二度撤出孝感县城。孝感县军事指挥部副指挥长董加申派小分队进城，后因国军反攻撤出。25日夜，国军守军因解放军第四野战军的进军，再度弃城南逃。26日上午，汉孝陂武装工作队进入孝感县城。同日，解放军第四野战军抵达花园镇。28日，饶民太再次进入孝感县城，并函告中共孝感县委。29日，中共领导的孝感县党政军机构从滑石冲（今孝昌县丰山镇境内）迁至县城，正式发出布告宣告“孝感县全境解放”。随着解放军逐步攻占湖北全省，当时位于湖北鄂豫解放区、江汉解放区，以及河南桐柏解放区交汇处的花园镇因此成为中共政权在湖北的行政中心。5月20日，在花园镇成立中共湖北省委、湖北省人民政府和湖北军区。5月至6月，湖北党政军三大机关主要领导生活、办公都在花园镇孙家畈的一处民房内（今为孙家畈革命旧址）。不久，湖北党政军领导机关迁入武汉市。
1949年起，孝感县为孝感专区专署驻地。1954年6月，孝感县人民政府更名为孝感县人民委员会。1960年，撤销孝感专区，随之划入武汉市。1961年，恢复孝感专区，仍为专署驻地。1966年9月，文革改名风中，孝感县更名为东风县。1969年2月，东风县革委会更名为孝感县革委会，由此恢复孝感县。1970年，孝感专区更名为孝感地区，孝感县仍隶之。1983年，撤县设市，设立县级孝感市。1993年4月10日，中国国务院批准撤销孝感地区和县级孝感市，设立地级孝感市。原县级孝感市辖区分为南部的孝南区和北部的孝昌县。孝南区辖有原孝感市的4个街道办事处、8个镇、3个类似乡级单位。孝昌县辖有原孝感市的8个镇和4个乡。

## 行政区划
1993年，拆分县级孝感市时：
- 孝南区
  - 车站街道、广场街道、书院街道、新华街道
  - 杨店镇、西河镇、肖港镇、陡岗镇、新铺镇、祝站镇、三汊镇、毛陈镇
  - 朋兴乡、卧龙乡、闵集乡
  - 朱湖农场、东山头良种场、野猪湖养殖场
- 孝昌县，
  - 花园镇、丰山镇、邹岗镇、白沙镇、周巷镇、小河镇、卫店镇、王店镇
  - 陡山乡、花西乡、牌坊乡、季店乡、小悟乡